# Shote Galica

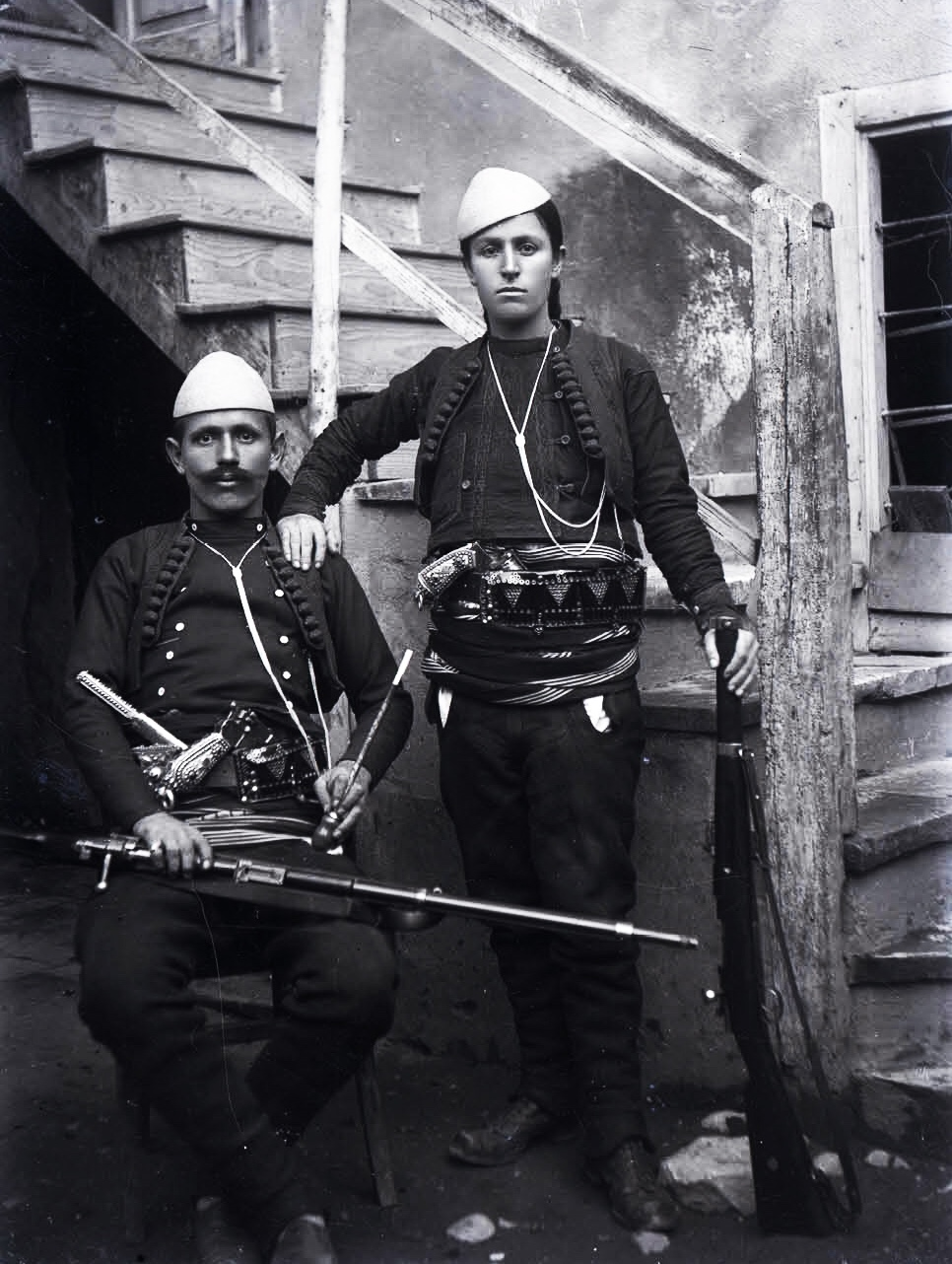
Shote Galica med sin make Azem Galica

Shote Galica, född 1895 i Drenica i Kosovo, död 1927 i Kruja i Albanien, var en albansk nationalistisk aktivist. Hon är ihågkommen för sin tolv år långa väpnade kamp för ett demokratiskt Albanien och ett fritt Kosovo. Hon deltog 1919 i ett uppror i västra Kosovo och 1921-1923 i stridigheter mot serbiska soldater i Junik. Efter sin make Azem Galicas död övertog hon 1925 rollen som ledare för dennes gerillaarmé och krigade tillsammans med Bajram Curri i platser som Has och Luma. I Çikatova tillfångatog hon en serbisk här och dess kommendör. I juli 1927 drog hon sig tillbaka från gerillakrigandet och dog efter några månader i norra Albanien. Hon var redan under sin livstid en legend bland albaner. Ett känt citat är, "ett liv utan kunskap är som ett krig utan vapen".